# 時中会
時中会（じちゅうかい）は日本統治時代の朝鮮で設立された団体である。天道教新派指導者たちが結成した団体だが、宗教団体と言うより親日色が強い政治団体だった。
1934年11月に崔麟を中心にした天道教新派が朝鮮総督府の指導を受けて結成した。天道教は三・一運動以後新派と旧派に分かれて長い葛藤が続いていた。三・一運動にも参加した崔麟中心の新派は朝鮮の独立を放棄して日本統治下の自治を追求する自治論を追求した。時中会は自治論の実践的推進のために創立された。
団体の目的は「大勢に合流して実質的向上を図り、朝鮮民衆の新生活、新文化で新興朝鮮を建設」して、「日本民族と渾然一体になり、どの方面でもよく一致合作して進むことで、私たちの自立的実力を拡充」するという事だった。朝鮮独立の代わりに妥協的に追求した自治論と実力養成論を土台に、日本の日鮮融和政策に従っていた。1935年の基準で会員数は258名だった。
具体的な方針では、朝鮮人が着た白い服の代わりに色がある服を着るなど衣食住を改善することと、風俗振興など生活文化運動を掲げた。時中会は日中戦争勃発などで時局が梗塞されながら親日色彩が徐々に強化されて行き、1938年に国民精神総動員朝鮮連盟に発起団体として参加しながら自ら解散した。
主要活動
- 1933年4月 : 崔麟、天道教定期大会で「大東方主義」を公式発表
- 1934年4月 : 崔麟、朝鮮総督府中枢院参議に就任
- 1934年6月 : 崔麟、東京訪問
- 1934年8月 : 発起人会開催
- 1934年9月 : 会員募集
- 1934年11月 : 発会式開催
- 1935年1月 : 各警察署長に時中会趣旨書と綱領送付
- 1935年9月 : 雑誌《時中》初号発行

## 参考資料
- 친일인명사전편찬위원회（2004年12月27日）. 《일제협력단체사전 - 국내 중앙편》. 서울: 민족문제연구소. ISBN 8995330724